# Сан-Себастьян (Колумбия)
Сан-Себастьян (исп. San Sebastián) — город и муниципалитет на юго-западе Колумбии, на территории департамента Каука. Входит в состав Южной провинции.

## История
Поселение, из которого позднее вырос город, было основано 13 июня 1562 года. Муниципалитет Сан-Себастьян был выделен в отдельную административную единицу в 1893 году.

## Географическое положение
Город расположен в южной части департамента, в горной местности Центральной Кордильеры, на расстоянии приблизительно 67 километров к юго-западу от города Попаян, административного центра департамента. Абсолютная высота — 2099 метров над уровнем моря.
Муниципалитет Сан-Себастьян граничит на севере с территорией муниципалитета Ла-Вега, на западе — с муниципалитетом Альмагер, на юго-западе — с муниципалитетом Боливар, на юге — с муниципалитетом Санта-Роса, на северо-востоке — с территорией департамента Уила. Площадь муниципалитета составляет 436 км².

## Население
По данным Национального административного департамента статистики Колумбии, совокупная численность населения города и муниципалитета в 2015 году составляла 13 924 человека.
Динамика численности населения муниципалитета по годам:
| 2005   | 2006   | 2007   | 2008   | 2009   | 2010   | 2011   | 2012   | 2013   | 2014   | 2015   |
| ------ | ------ | ------ | ------ | ------ | ------ | ------ | ------ | ------ | ------ | ------ |
| 12 820 | 12 924 | 13 027 | 13 110 | 13 219 | 13 330 | 13 438 | 13 559 | 13 688 | 13 807 | 13 924 |

Согласно данным переписи 2005 года мужчины составляли 54,2 % от населения Сан-Себастьяна, женщины — соответственно 45,8 %. В расовом отношении белые и метисы составляли 68,3 % от населения города; индейцы — 31,7 %.
Уровень грамотности среди всего населения составлял 88 %.

## Экономика
63,3 % от общего числа городских и муниципальных предприятий составляют предприятия торговой сферы, 28,6 % — предприятия сферы обслуживания, 6,1 % — промышленные предприятия, 2 % — предприятия иных отраслей экономики.